# WikiWarMonitor
WikiWarMonitor ist eine Website, die sich um 2010 der Erforschung sogenannter Edit-Wars (deutsch Bearbeitungskriege) der Wikipedia widmet. Sie wurde von einer Gruppe von Forschern des Oxford Internet Institute, der Rutgers University und der Central European University erstellt.

## Hintergrund
WikiWarMonitor war Teil eines Projekts namens ICTeCollective (eine Abkürzung für ICT-enabled Collective Social Behaviour) und wurde von 2009 bis 2012 vom Forschungs- und Entwicklungsinformationsdienst CORDIS der Europäischen Kommission im FP7 (7. Forschungsrahmenprogramm), Forschungsbereich Informations- und Kommunikationstechnologien (IKT), des themenoffenen Programmschwerpunkts für neue und künftige Technologien (FET-Open) gefördert.
CORDIS zufolge war das Anliegen der IKT-Forschungsarbeit – im FP7 (von dem ICTeCollective und WikiWarMonitor ein Teil sind) der Europäischen Union – „die Kompetenz der Europäischen Industrie zu verbessern als auch es Europa zu ermöglichen, die zukünftigen Entwicklungen dieser Technologien zu meistern und zu gestalten, sodass die Anforderungen seiner Gesellschaft und Wirtschaft erfüllt sind.“

## Untersuchungsergebnisse
WikiWarMonitor veröffentlichte mit Stand 2010 eine Liste der 100 kontroversesten Wikipedia-Artikel in jeweils 13 verschiedenen Sprachversionen der Wikipedia, die mithilfe eines Algorithmus ermittelt wurde. Eines der Forschungsergebnisse war, dass die Bearbeitungskriege in jeder Sprachversion anders gelagert sind. In der spanischsprachigen Wikipedia sind z. B. besonders Fußballthemen umstritten, in der französischsprachigen Wikipedia eher die Themenfelder Wissenschaft und Philosophie. Generell sind es aber religiöse oder politische Themen. Zwar sind die meisten umstrittenen Themen sprachabhängig, doch gibt es auch Artikel die in allen untersuchten Versionen umstritten sind.
Anselm Spoerri von der Rutgers University veranschaulichte zusätzlich – mit dem von ihm entwickelten searchCrystal – die Edit-Wars in den unterschiedlichen Sprachversionen der Wikipedia.

### Top 100 der umstrittensten Artikel der deutschsprachigen Wikipedia im März 2010
Die Liste der Top 100 umstrittensten Artikel der deutschsprachigen Wikipedia zusammengestellt durch WikiWarMonitor (Stand März 2010):
- Kroatien
- Scientology
- Verschwörungstheorien zum 11. September 2001
- Studentenverbindung
- Homöopathie
- Adolf Hitler
- Jesus von Nazaret
- Hugo Chávez
- Mindestlohn
- Rudolf Steiner
- Arbeiterpartei Kurdistans
- Österreichisches Deutsch
- Oskar Lafontaine
- Deutsche Burschenschaft
- Junge Welt
- Partei des Demokratischen Sozialismus
- Mazedonien
- Globale Erwärmung
- Islam
- Kuba
- Politische Korrektheit
- Carl Schmitt
- Rote Hilfe
- Atheismus
- Geschichte Polens
- Kreationismus
- Pseudowissenschaft
- Deutsche
- Sprachgebrauch in der DDR
- Ungarn
- Sexueller Missbrauch von Kindern
- Astrologie
- Mohammed
- Psychoanalyse
- Rudi Dutschke
- Industrielle Revolution
- Hannover
- Hans Filbinger
- Brights
- Neue-Welt-Übersetzung der Heiligen Schrift
- Anarchismus
- Kapitalismus
- Afghanistan
- Sozialismus
- Roland Koch
- Frankfurt am Main
- Joseph Beuys
- Sylt
- Bild
- Nikolaus Kopernikus
- Michael Schumacher
- Karl Dönitz
- Türken
- Lindenstraße
- Opus Dei
- Ingolstadt
- Freimaurerei
- Vertreibung
- Mensur
- Deutsche Wiedervereinigung
- Esoterik
- Türkische Republik Nordzypern
- Schulmedizin
- SK Rapid Wien
- Marktwirtschaft
- Osama bin Laden
- Dschihad
- Schweiz
- Deutschlandlied
- Balve
- Ministerium für Staatssicherheit
- Zweiter Weltkrieg
- Varusschlacht
- Transzendentale Meditation
- Feminismus
- Borussia Dortmund
- Erfundenes Mittelalter
- Nationalsozialismus
- Sozialdarwinismus
- Kurden
- Serbokroatische Sprache
- Demokratie
- Roger Federer
- Dieter Bohlen
- Nationaldemokratische Partei Deutschlands
- Rassismus
- Nürnberger Prozess gegen die Hauptkriegsverbrecher
- Lenin
- Geschichte Kroatiens
- Schwangerschaftsabbruch
- Benno Ohnesorg
- Angela Merkel
- Libertarismus
- Sexismus
- Serben
- Kirche Jesu Christi der Heiligen der Letzten Tage
- Wolfgang Amadeus Mozart
- Koran
- Silvio Berlusconi
- Morphisches Feld